# Airgialla
Airgíalla (anche Airgialla, Uriel, Oriel, Orgialla, Orgiall, Oryallia, Ergallia, in moderno irlandese Oirialla) era il nome di una confederazione di tribù irlandesi e di un regno irlandese che si formò attorno al VII secolo. Gli Airgíalla erano un gruppo di dinastie non collegate, situate nell'odierno Ulster centro-meridionale, che diedero vita a una confederazione militare, apparentemente nel tardo VII secolo.

## Origini leggendarie
Agli inizi del IV secolo tre signori della guerra, i Tre Colla, figli di Eochaid Doimhlein, figlio di Cairbre Lifeachar, leggendario re supremo d'Irlanda, della stirpe di Eremon, conquistarono gran parte dell'Ulster, che strapparono ai principi della stirpe di Ir, i Clanna Rory o Ruderician.
I Tre Colla nella grande battaglia di Achadh Leithdheirg, nel Fearmuighe (anche Fearnmhagh), in Dalaradia, nel 331, sconfissero le forze di Fergus mac Róich, re dell'Ulster, che fu ucciso. I vincitori distrussero Emain Macha o Emania (vicino all'odierna città di Armagh), il famoso palazzo dei re Ultoni, che era vecchio di sei secoli e che era stato celebrato a lungo dai bardi irlandesi. Il luogo della battaglia è anche conosciuto come Carn Achy-Leth-Derg, oggi nella diocesi di Aghaderg, nella baronia, nella contea di Down, dove esiste ancora un grande memoriale di pietre nei pressi di Loughbrickland. La sovranità dell'Ulster passò così dalla razza di Ir a quella di Eremon.
I nomi dei Tre Colla erano Colla Uais, Colla Meann e Colla da Chroich. Divennero sovrani dell'Irlanda nel 327 e morirono nel 332. Il territorio conquistato dai Tre Colla comprendeva le moderne contee di Louth, Monaghan e Armagh.

## I nove regni di Airgíalla
Il regno di Airgíalla era composto da nove sub-regni:
- Ui Thuirtri
- Ui Meic Cairthinn
- Ui Fhiachrach Arda Sratha
- Ui Moccu Uais (il più potente)
- Ui Chremthainn
- Ui Meith
- Ind Airthir
- Mugdorna
- Ui Cruinn